# 주신문
주신문(主訊問)은 증인을 신청한 당사자가 최초로 행하는 신문을 의미한다. 직접신문이라고도 하는데, 주신문에 있어서는 원칙적으로 유도신문이 금지된다. 주신문에 있어서는 신문자와 증인은 우호관계가 있는 것이 일반적이므로, 증인이 신문자의 암시에 영합하는 진술을 할 가능성이 있고 또 영합하는 진술을 하였는가를 판단하기는 어렵기 때문이다.